# موروپنا
موروپنا (به انگلیسی: Mooroopna) یک شهرک در استرالیا است که در ویکتوریا (استرالیا) واقع شده‌است.